# 乌鳞耳蕨
乌鳞耳蕨（学名：Polystichum piceopaleaceum）为鳞毛蕨科耳蕨属下的一个种。

## 扩展阅读
- 維基物種上的相關：乌鳞耳蕨